# Оман на літніх Олімпійських іграх 2016
Оман на літніх Олімпійських іграх 2016 представляли 4 спортсмени в 2 видах спорту. Жодної медалі олімпійці Оману не завоювали.

## Спортсмени
| Дисципліна     | Чоловіки | Жінки | Разом |
| -------------- | -------- | ----- | ----- |
| Легка атлетика | 1        | 1     | 2     |
| Стрільба       | 1        | 1     | 2     |
| Разом          | 2        | 2     | 4     |

## Легка атлетика
Оманські легкоатлети кваліфікувалися у наведених нижче дисциплінах (не більш як 3 спортсмени в кожній дисципліні):
Легенда
- Примітка – для трекових дисциплін місце вказане лише для забігу, в якому взяв участь спортсмен
- Q = пройшов у наступне коло напряму
- q = пройшов у наступне коло за добором (для трекових дисциплін - найшвидші часи серед тих, хто не пройшов напряму; для технічних дисциплін - увійшов до визначеної кількості фіналістів за місцем якщо напряму пройшло менше спортсменів, ніж визначена кількість)
- NR = Національний рекорд
- N/A = Коло відсутнє у цій дисципліні
- Bye = спортсменові не потрібно змагатися у цьому колі

Трекові і шосейні дисципліни
| Спортсмен         | Дисципліна                   | Попередній забіг | Попередній забіг | Чвертьфінал | Чвертьфінал | Півфінал         | Півфінал         | Фінал            | Фінал            |
| Спортсмен         | Дисципліна                   | Результат        | Місце            | Результат   | Місце       | Результат        | Місце            | Результат        | Місце            |
| ----------------- | ---------------------------- | ---------------- | ---------------- | ----------- | ----------- | ---------------- | ---------------- | ---------------- | ---------------- |
| Баракат Аль-Харті | біг на 100 метрів (чоловіки) | Bye              | Bye              | 10.22       | 3           | Завершив виступ  | Завершив виступ  | Завершив виступ  | Завершив виступ  |
| Мазун Аль-Алаві   | біг на 100 метрів (жінки)    | 12.30            | 3 q              | 12.43       | 8           | Завершила виступ | Завершила виступ | Завершила виступ | Завершила виступ |

## Стрільба
Оман отримав запрошення від Тристоронньої комісії на участь в Олімпійських іграх спортсмена у стрільбі з гвинтівки і однієї спортсменки в стрільбі з пістолета.
| Спортсмен            | Дисципліна                                       | Кваліфікація | Кваліфікація | Фінал            | Фінал            |
| Спортсмен            | Дисципліна                                       | Результат    | Місце        | Очки             | Місце            |
| -------------------- | ------------------------------------------------ | ------------ | ------------ | ---------------- | ---------------- |
| Ахмед Саїд Аль-Хатрі | гвинтівка з трьох положень, 50 метрів (чоловіки) | 1138         | 43           | Завершив виступ  | Завершив виступ  |
| Вадха аль-Балуші     | пневматичний пістолет, 10 метрів (жінки)         | 379          | 26           | Завершила виступ | Завершила виступ |

Пояснення до кваліфікації: Q = Пройшов у наступне коло; q = Кваліфікувався щоб змагатись у поєдинку за бронзову медаль